# Miljörörelsen

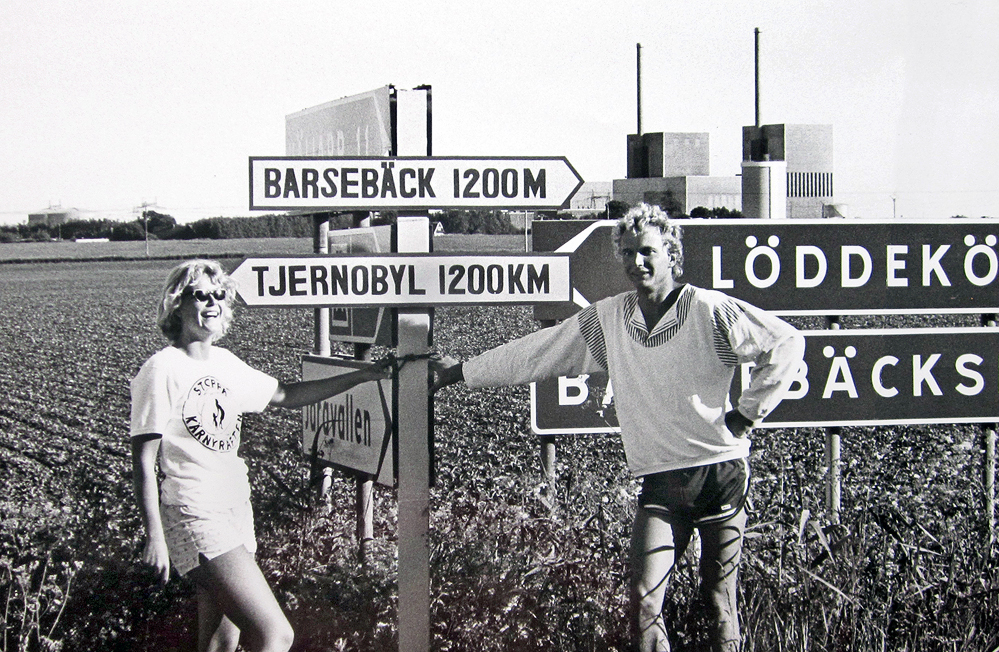
Miljöaktivister utanför Barsebäcksverket 1986. På vägarna runt Barsebäcksverket sattes dessa skyltar upp några dagar efter att Tjernobylkatastrofen blev känd.

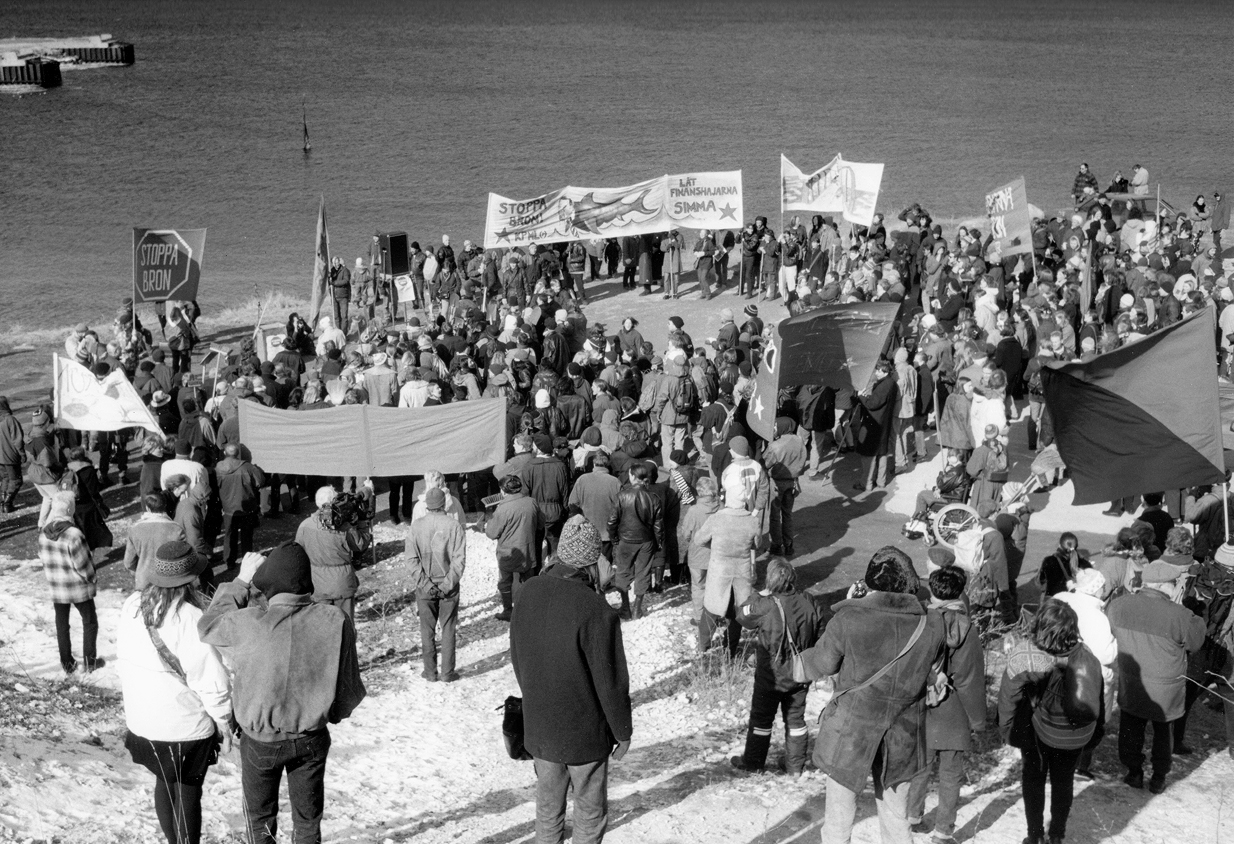
Miljörörelsen "Stoppa Bron" vid en av många manifestationer vid Lernacken (brofästet) i Malmö våren 1993.

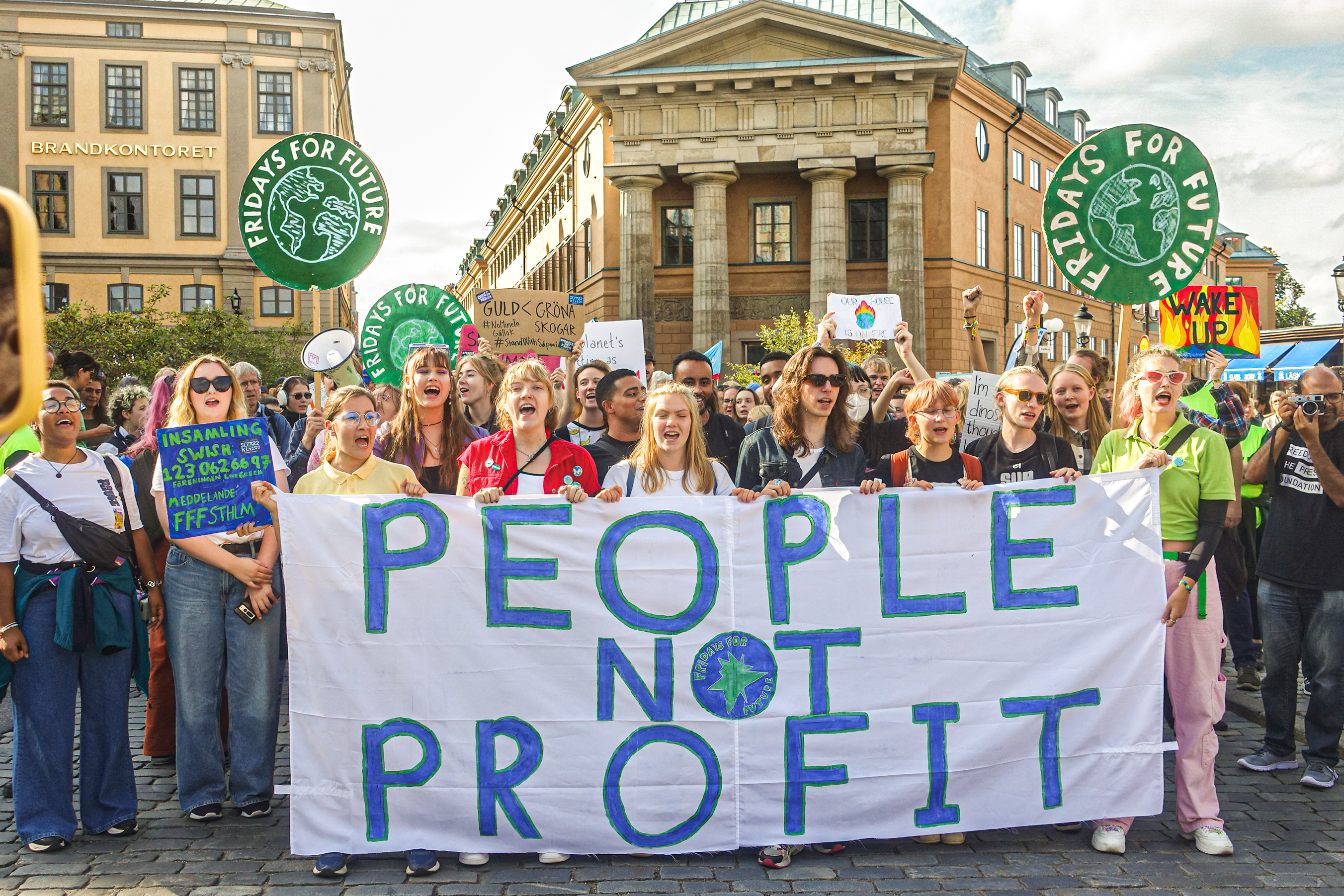
Den stora klimatdemonstrationen den 22 september 2023 i Stockholm med alla miljörörelser i tåget. (bild ur film)

Miljörörelsen är en samlande benämning på folkrörelser, miljöorganisationer och andra parter som företräder miljöintressen.
Viktiga miljöorganisationer i Sverige är Naturskyddsföreningen, Jordens Vänner, Greenpeace och Fältbiologerna.
Internationellt kännetecknas miljörörelsen av den politiska ekofilosofin, djurrättsrörelsen, djupekologin, ekosofin, ekoanarkismen, anarkoprimitivismen, ekofeminismen och ekoteologin. Även New Age-rörelsen (och den däri inbegripna hippierörelsen) har varit en grogrund för miljörörelsen.
Den svenska miljörörelsen tog fart med publiceringen av Elin Wägners bok "Väckarklocka" 1941. I USA blev Rachel Carsons Tyst vår från 1962 ett tidigt inlägg. I slutet av 1960-talet och början av 1970-tal började allt fler länder införa lagar mot miljöförstöringen.

### Fotnoter
1. ↑  Arne Lapidus (8 mars 2013). ”Gnistan som tände hela miljörörelsen” (på svenska). Expressen. https://www.expressen.se/nyheter/inloggad/gnistan-som-tande-hela-miljororelsen/. Läst 25 april 2019.